# Святой Сенан
Сеннан (ок. 488—560) — игумен из Скаттери. Святой Католической церкви, память 8 марта.

## Житие святого
Святой Сенан (др.‑ирл. Senán), или Сенам (Senames) с острова Иниш Катах, ныне о-в Скаттери (англ. Scattery), наиболее известный из многочисленных ирландских святых, носящих это имя, родился в Маг Лаха (Magh Lacha), что в Килраше (Kilrush), графство Клэр, в семье Эреана (Erean) и Комгеллы (Comgella). Его рождение было пророчески предсказано св. Патриком во время его визита на территорию племени Уи Фидгенте, графство Лимерик. Мальчиком он воспитывался под окормлением игумена Кассидана (Cassidan). Св. Сенан завершил своё учение у св. Наула из Килманаха (Naul at Kilmanagh), графство Килкенни.
Он начал свой путь миссионера, основав церковь неподалёку от Эннискорти (Enniscorthy, то есть Остров Скал), и этот приход до сих пор известен как Темплшеннон. Считается, что он основал многочисленные монастыри на островах в устьях рек и в других местах, начиная со Слэни (Slaney, то есть Реки Здоровья) в Уэксфорде на побережье Клэра (Clare).
Затем он посетил Корнуолл, основав церковь в Сенненс Коув (Sennen’s Cove). Другая церковь, называемая церковь св. Сенана, была основана в Бретани (Франция), в местечке Плузане (Plouzane). Он, как сообщается, посетил Меневию, Рим и Тур. По дороге домой св. Сенан останавливался у св. Давида Валлийского (память 1 марта).
По своём возвращении в Ирландию в 520 г он основал множество церквей и монастырей, в частности, на острове Инишкарра (Inishcarra) рядом с Корком, на Иннислуинге (Inisluinghe), на Оленьем острове, именуемом Инисмор (Inismore), на Бараньем острове и в итоге поселился на острове Скаттери, иначе Иниш Катах (Inis Cathaig, Iniscathay), графство Клэйр, в устье Шаннон, где по сей день сохранилась круглая башня и другие ранние памятники. Св. Сенан посетил свв. Киарана и Брендана, а также иных людей, известных своей святостью, которые слышали о его чудесах.
В монастырь Иниш Катах ходили умирать, но только мужчины. Когда святая Каннера почувствовала, что приходит её смертный час, она без остановок пошла в монастырь св. Сенана и перешла туда по воде, так как никто не хотел брать её в место, запретное для женщин. По её прибытии настоятель был непреклонен в том, что женщины не должны входить за монастырскую ограду. Мотивируя тем, что Христос был распят также и за женщин, она убедила Сенана сотворить над ней последнюю молитву на острове и похоронить её на самом дальнем краю. На его аргументы, что волны смоют её могилу, она ответила, что оставляет это на Промысел Божий.
Остров Скаттери стал знаменит не только своим монастырём, но и своей епископской кафедрой, первым епископом на которой был св. Сенан. Юрисдикция св. Сенана распространялась на нынешние вотчины Мойартов (Baronies of Moyarta), на Клондерало в Томонде (Clonderalaw in Thomond), вотчину Коннело (Barony of Connelo) в Лимерике, и на небольшую часть Керри от Феала (the Feal) до Атлантического океана.
Есть признаки того, что он провел некоторое время в Корнуолле, но, судя по всему, он не имеет никакого отношения к приходу Сеннена (Sennen) у Края Земли (Land’s End).
На острове Скаттери святой Сенан отошёл ко Господу.